# 高橋未奈美
高橋未奈美（日语：／ Takahashi Minami；1990年12月20日—）是出身於日本神奈川縣的女性聲優。俳協Voice Actors Studio第38期畢業生，東京俳優生活協同組合所屬。身高161厘米。本名及旧艺名为同音的。

## 經歷
小時候受音樂劇和影響，曾夢想過成為音樂劇演員和魔法师。備考大學入學考試，考慮自己的將來時，決定從事「檯面上的演藝工作」（表に出る仕事）。恰好高橋當時開始熱衷於動畫，心想「成為聲優的話也有機會扮演魔法師吧」，於是選擇走上聲優的道路。
2012年12月10日出演《Star Plus One》組合「team.Spica」成員卯月花音。在選拔會演出中，高橋把自己聲音的特色和花音的性格結合在一起，一舉通過選拔。花音也是高橋首次出演的主要角色，因此被選中時非常開心。
2013年4月6日文化放送的網路電台節目《A&G Girls Project Trefle》開始播送，高橋成為該節目附屬的女子動畫歌曲翻唱組合Trefle的一員。
2020年12月19日，於自任主持的廣播节目《A&G TRIBAL RADIO Edison》宣布12月20日起将艺名从本名改成，读音相同。

## 人物
會說英语，曾考取實用英語技能檢定準2級，此外還擁有日常會話水平的德语能力。高橋曾提及她是看到《金色琴弦》中，喜歡的角色月森蓮去維也納留學的橋段，便決定開始學習德語。後來去德國旅行的時候還順道乘列車去維也納，為「這就是月森來過的街道」感到興奮。
認為當聲優的樂趣在於可以超越性别與年龄的限制，甚至還可以為動物、妖怪等人類以外的角色配音。
興趣是，曾在節目《高橋未奈美的「美、沒有自己人」》中輕鬆完成轉呼啦圈挑戰，讓很快敗下陣來的嘉賓杉田智和大為讚歎。

## 演出作品
※粗體字標識為主要角色。

### 電視動畫
2012年
- 櫻花莊的寵物女孩（兔子）
- 只要妳說妳愛我（女朋友、女學生）
- TARI TARI（女性客）
- 鄰座的怪同學（女學生、ユカ）

2013年
- （風澤空、桃井美香、及川凜、大地穰 等）
- 黑色嘉年華（護士）
- 神不在的星期天（倫·薩吉塔留斯[13]）
- 穿透幻影的太陽（利姆洛[14]）
- 琴浦小姐（女學生B）
- （店員、女性、少年）
- 戰姬絕唱SYMPHOGEAR G（佐部瞳子）
- 初音島III（宮本）
- 探險托里蘭托 -千年真寶-（埴輪公主）
- 斷裁分離的罪惡之剪（女學生）
- （主婦）
- 變態王子與不笑貓（莫莉）
- 我是國王（雞）
- 機巧少女不會受傷（妹）
- 記錄的地平線（明日架、店員）

2014年
- 愛絲卡&羅吉的鍊金工房～黃昏天空之鍊金術士～（女子）
- 請問您今天要來點兔子嗎？（女性客人B）
- 四月是你的謊言（出場者）
- 少年好萊塢 -HOLLY STAGE FOR 49-（遠藤卓）
- JoJo的奇妙冒險 星塵鬥士（女學生B、小孩、男孩）
- 精靈使的劍舞（女學生）
- 世界征服 謀略之星（市民A）
- selector infected WIXOSS / selector spread WIXOSS（緑子）
- 大圖書館的牧羊人（瞇瞇眼女子、女學生4、職員2、海女女子、女性）
- 屬性同好會（學生、登戶）
- 流浪神差（山下晶、店員、妖B）
- Hi☆sCoool!世嘉少女（SEGA土星）
- Fate/stay night [Unlimited Blade Works] [[[Wikipedia:格式手册/链接#章節|錨點失效]]]（女學生）
- Pripara（mew、女孩子）
- 我們大家的河合莊（女孩子）
- 修業魔女璐璐萌（下村雅子）
- 魔法少女大戰（部員A）
- 名偵探柯南（被害者女性）
- 記錄的地平線 第二期（白虹、玩家B）

2015年
- 小松先生（客人）
- 溫泉幼精小箱根（小孩A、女2、女A）
- 蠟筆小新（年輕的女老闆、男孩、女孩）
- 彗星·路西法（亞妮·梅莉雅）
- 下流梗不存在的灰暗世界（女子A）
- 食戟之靈（田所惠）
- 聖劍使的禁咒詠唱（女子、女子B）
- 在地下城尋求邂逅是否搞錯了什麼（蒂奧涅·席呂特）
- 偵探歌劇 少女福爾摩斯 TD（蕭特、空中服務員）
- 無頭騎士異聞錄 DuRaRaRa!!×2 轉（葛原真珠）
- 排球少年！！第二季（星野美加子）
- 惡魔高校D×D BorN（黑歌）
- 女武神驅動 -美人魚-（未貳見仁美）
- 監獄學園（女子D）
- 重裝武器（薇拉妮·沙羅諾）
- 御神樂學園組曲（離宮留美奈）
- 大家集合！Falcom 學園SC（日语：みんな集まれ!ファルコム学園#テレビアニメ）
-偶像學園 第3季（風澤空）
- ARAGOTO（山下晶）

2016年
- 亞爾斯蘭戰記 風塵亂舞（商人）
- 百無禁忌！女高中生私房話（大小姐）
- Classica Loid（店員、雛吉、奏助的妹妹）
- 紅殼的潘朵拉（比利的母親）
- SUPER LOVERS（女性）
- TABOO TATTOO－禁忌咒紋－（由香里）
- 決鬥大師VSRF（真理亞的背影）
- 虹色時光（剛的母親、古田、女學生）
- 夢幻之星Online2 The Animation（明日香）
- 輕拍翻轉小魔女（可可娜）
- 疾走王子Alternative（校內廣播）
- RIDE ON（莉莉亞）
- Re:從零開始的異世界生活（特蕾西亞）
- ReLIFE（直見瑠美）
- 莉露莉露妖精～妖精之門～（青葉紫）
- 食戟之靈 貳之皿（田所惠）

2017年
- （麥克琳）
- 小林家的龍女僕（魁札爾科亞特爾）
- 南鎌倉高校女子自行車社（日向未可子）
- （ 等）
- 人渣的本願（女）
- 快盜天使雙胞胎BREAK（川流美優希）
- （山田妖精）
- 在地下城尋求邂逅是否搞錯了什麼 外傳 劍姬神聖譚（蒂奧涅·席呂特）
- 境界之輪迴 第3期（初方真奈美）
- 遊戲王VRAINS（少年、羅博比）
- 愛麗絲與藏六（美浦步）
- 咕嚕咕嚕魔法陣（愛庫爾）
- 潔癖男子青山！（財前花凜）
- 食戟之靈 餐之皿（田所惠）

2018年
- 賽馬娘Pretty Derby（神鷹）
- （系統聲、前台、摩爾）
- Lostorage conflated WIXOSS（綠子[15]）
- 冷然之天秤（柾小瑠璃[16]）
- （尚哉〈小學生〉）
- 深夜！天才妙老爹（日语：深夜!天才バカボン）（理想的妹妹）
- 後街女孩（莉娜）
- 黑色五叶草 （格雷）
- 遙的接球（新垣柑菜）
- （玉葷）
- （星之川遙[17]）
- 叛逆性百萬亞瑟王（米莉亞）
- 食戟之靈 餐之皿 遠月列車篇（田所惠）

2019年
- W'z（珠璃／御津珠璃）
- 三次元女友 REAL GIRL 第2期（篠崎）
- 一個人的○○小日子（押江照代）
- Re:Stage！Dream Days♪（式宮碧音[18]）
- 街角魔族（莉莉丝）
- （不良三人組）
- 平凡職業造就世界最強（希雅·郝里亞）
- 一騎當千 Western Wolves（難齋）
- 美妙射擊部（坂下花戀[19]）
- （風澤空）
- 食戟之靈 神之皿（田所惠）

2020年
- 淘氣貓2020：家有圓圓？！～我家的圓圓你知道嗎～（倉持君）
- 社長，戰鬥的時間到了！（瑪麗卡[20]）
- 賽馬娘四格（神鷹[21]）
- 食戟之靈 豪之皿（田所惠）
- 遊戲王SEVENS（六葉亞莎娜）
- 魔女之旅（美奈）

2021年
- 碧藍航線 微速前進！（巴爾的摩）
- 賽馬娘 Pretty Derby Season 2（神鷹）
- 小松先生 第3期（名人）
- 怪病醫拉姆尼（春的母親）
- 戰鬥員派遣中！（格琳）
- Tropical-Rouge！光之美少女（山邊優奈）
- Fairy蘭丸（える）
- 青梅竹馬絕對不會輸的戀愛喜劇（桃坂繪里）
- 小林家的龍女僕S（魁札爾科亞特爾、紐約市民）
- 陰晴不定的體操哥哥（緣之下嘉代）
- 歌劇少女!!（矢野明日香）
- 異世界食堂2（皮肯）

2022年
- 平凡職業造就世界最強 2nd season（希雅·郝里亞）
- 小鳥之翼（海倫娜·羅伯特）
- 街角魔族 2丁目（莉莉絲[22]）
- RPG不動產（塞拉）
- 相合之物（松風佳乃子）
- 古見同學有交流障礙症。（佐佐木彩美[23]）
- 遊戲王GO RUSH（六葉亞莎卡）
- SHINE POST（佐藤慎子）
- 聖劍傳說 Legend of Mana -The Teardrop Crystal-（瑞秋[24]）
- 夫婦以上，戀人未滿。（高宮沙智[25]）

2023年
- 弦音－相繫的一射－（小野木悠）
- 眾神眷顧的男人2（莉艾拉）
- 不相信人類的冒險者們好像要去拯救世界（奧莉薇亞）
- 異世界一擊殺姊姊 ～姊姊同伴的異世界生活開始了～（娜塔莉）
- 她去公爵家的理由（尤吉尼亞）
- 小鳥之翼 第2期（海倫娜·羅伯特）
- AI電子基因（佐佐木一花／奈奈）
- 殭屍100～在成為殭屍前要做的100件事～（貝兒翠絲·艾美豪瑟[26]）
- 偶像大師 百萬人演唱會！（馬場木實）

2024年
- 指尖相觸，戀戀不捨（吉季泉）
- 輪迴第7次的惡役令孃，在前敵國享受自由自在的新娘生活（柯爾涅利婭）
- THE NEW GATE（塞麗卡·林多特、希麗卡·林多特）
- 失憶投捕（女高中生）
- ATRI -My Dear Moments-（神白水菜萌[27]）
- 平凡職業造就世界最強 season 3（希雅·郝里亞）
- 在地下城尋求邂逅是否搞錯了什麼V 豐穰女神篇（蒂奧涅·席呂特）

2025年
- 你與偶像 光之美少女♪（蒼風娜娜／耀眼天使[28]）
- 香格里拉·開拓異境～糞作獵手挑戰神作～ 2nd Season（席爾薇雅·戈德柏格[29]）
- Re:從零開始的異世界生活 3rd season（特蕾西亞）
- 愛有點沉重的暗黑精靈從異世界緊追不放（瑪莉亞貝爾[30]）
- 神統記（莉莉莎）
- 強者的新傳說（席爾多妮亞[31]）
- 戀上換裝娃娃 Season 2（天城紅葉）

### 劇場動畫
2013年
- AURA ～魔龍院光牙最後的戰鬥～（加納）

2014年
- （風澤空）

2015年
- Love Live! 學園偶像電影
- Wake Up, Girls! 青春之影（練習生B）

2019年
- 劇場版 在地下城尋求邂逅是否搞錯了什麼 -獵戶座之箭-（蒂奧涅·席呂特）

2020年
- 劇場版 高校艦隊（宮里十海[32]）

2025年
- 小林家的龍女僕 害怕孤獨的龍（魁札爾科亞特爾[33]）
- 電影 你和偶像 光之美少女♪（蒼風娜娜／耀眼天使[34]）

### OVA
2015年
- 偷×看（女子B）
- 噬血狂襲 女武神的王國篇（崔妮·哈爾登）
- 我們大家的河合莊（女子）

2016年
- 食戟之靈「巧的下町合戰」（田所惠）
- 食戟之靈「暑假的繪里奈」（田所惠）

2017年
- 食戟之靈 貳之皿「秋月的邂逅」（田所惠）
- 食戟之靈 貳之皿「仲間亮版食戟之靈〜浮世太噁了〜」（田所惠）
- 食戟之靈 貳之皿「遠月十傑」（田所惠）

2018年
- 牽牛花與加瀨同學。（山田結衣）
- 怪獸娘（黑）～奧特怪獸擬人化計劃～（希爾巴布爾美）

2019年
- （山田妖精）
- 時光沙漏fragtime[35]

### 網路動畫
2015年
- 歡迎來到實力至上主義的教室（櫛田桔梗[36]）
- （結合獸邦古[37]）

2019年
- （2019年－2020年，春太、金道一花）
- （系統聲）

2020年
-偶像學園 on Parade！Dream Story（風澤空[38]）

### 遊戲
2012年
- Star Plus One（日语：スタプラ!）（卯月花音）

2013年
-偶像學園 2人的my princess（風澤空）
- 偶像大師 百萬人演唱會！（馬場木實）
- 幻獸姬（阿特拉斯）
- 心願的碎片和白銀的契約者（レイカ）
- 變態王子與不笑貓（莫莉[39]）
- 白猫Project

2014年
-偶像學園 偶像生活365天（風澤空）
- 刀剑神域 虚空断章
- Dolly Kanon 變裝輪唱曲 秘密音樂活動（日语：ドーリィ♪カノン#ゲーム）（奧田奏四）
- 美夢俱樂部 Gogo.（日语：ドリームクラブ）（美月）
- 熱血異能部活譚 Trigger Kiss（姬野雅子）
- 魔法少女大戰 ZANBATSU（公主·越後）
- SEGA土星（高橋未奈美）

2015年
- My No.1 Stage!（風澤空）
- 家電少女（日语：家電少女）
- 食戟之靈 友情和羈絆的一盤（田所惠）
- 白貓Project（星夢·荷馬）
- 巴哈姆特之怒（キミカ）
- 絕對迷宮：祕密的拇指公主（人魚姫エーシェル）
- 貓耳求生者！（朱音、羽音）
- Valiant Knights（プシミー＝プッチ）
- （皮艾莉）
- BraveSword × BlazeSoul（日语：ブレイブソード×ブレイズソウル）（Tathlum）
- 立體繪本物語 魔法書與聖樹學園（日语：ポップアップストーリー 魔法の本と聖樹の学園）（宮本蓮華）
- LINE WindSoul（克蘿耶）
- 夢幻模擬戰：Reincarnation －轉生－（日语：ラングリッサー リインカーネーション -転生-）
- （結合獸邦古）

2016年
- 寫真舞台！（風澤空）
- 學園夢幻祭（日语：あんさんぶるガールズ!）
- ENDRIDE ～X fragments～（アーモンド）
- 碧藍幻想（ジオラ）
- X-world（えりあ・セラフィン）
- XUCCESS HEAVEN（SEGA土星）
- 忍者夢魘（ヒイラギ）
- 消滅都市2（ナツキ）
- 食戟之靈 最饗的食譜 再來一碗（田所惠）
- 靈魂行者（トリシャ）
- 雙重焦點～文與椛的彈丸取材纪行～（本居小鈴）
- 鎖鏈戰記（「雙杖的魔女」SEGA土星、「雙愛的魔女」SEGA土星）
- 冷然之天秤 帝都幻惑綺譚（柾小瑠璃）
- 編隊少女（日语：編隊少女 -フォーメーションガールズ-）（佐佐井沙羅）
- （莉莉亞）

2017年
- 恐怖驚魂夜 輪迴彩聲（日语：かまいたちの夜 輪廻彩声）（渡瀨可奈子）
- 槍彈突擊小妖精（佐藤天代）
- （水寶）
- 在地下城尋求邂逅是否搞錯了什麼～記憶憧憬～（蒂奧涅·席呂特）
- 冷然之天秤 黑百合炎陽譚（柾小瑠璃）
- 花朧 ～戰國傳亂奇～（歸蝶）
- （皮艾莉）
- 東京偶像計畫（日语：プロジェクト東京ドールズ）（瑪琪娜）
- 偶像大师 百万人演唱会！ 剧场时光（馬場木實）
- Re:Stage！節奏舞步（式宮碧音）
- War Song（ロティエル月光蝶）

2018年
- 乙女劍武藏（本田通子[40]）
- 紡之邏輯（四辻琴子[41]）
- 星與翼的悖論（伊莎朵拉）
- 御城少女：RE～CASTLE DEFENSE～（日语：御城プロジェクト）（松坂城、海德堡城堡）

2019年
- 荒野的壽飛行隊 飛向雲霄的少女們！（洛伊格）
- 格林回音（桃太郎）
- LAST IDEA（波隆）
-Final Fantasy XIV 漆黑的反叛者（菲奧·烏兒）
- 不可思議的幻想鄉 -蓮之迷宮-（本居小鈴 等）
- 碧藍航線（巴爾的摩）
- 閃耀幻想曲（莉莉絲）
- （Tyreen Calypso）
- 星鳴迴響（彩坂るん）
- 在地下城尋求邂逅是否搞錯了什麼 無限戰鬥（蒂奧涅·席呂特）

2020年
- 碧藍航線Crosswave（巴爾的摩[42]）－DLC追加角色
- ATRI -My Dear Moments-（神白水菜萌[43]）
-數碼寶貝 絕境求生（君島咲[44]）
- 明日方舟（鞭刃）

2021年
- 賽馬娘 Pretty Derby（神鷹）
- 審判之逝：湮滅的記憶（天澤鏡子）

2022年
- Crash Fever（希雅）

2025年
- 鳴潮（露帕）

### 廣播劇CD
2013年
- 我和她的×××（日语：僕と彼女の×××）
- 無邪氣樂園（神谷真夏）※《YOUNG ANIMAL嵐（日语：ヤングアニマル嵐）》2013年8号附屬CD、單行本第4卷限定版附屬CD[45]

2015年
- 偶像大師 百萬人演唱會！ 系列（馬場木實[46]）
- 世嘉硬件女孩 廣播劇CD「偶像甄選」（SEGA土星[47]）
- 廣播劇CD「樂屋裏的女孩☆世嘉土星」（SEGA土星）※限定版特典

2016年
- Trinity Tempo（芳野香蓮[48]）

2017年
- 0 愛與羈絆的特別談話CD（愛麗絲）

2018年
- 電視動畫/Data Carddass「偶像學園」&「偶像學園STARS！」特別廣播劇CD（風澤空）

### 廣播劇
2011年
- （Rainbowtown FM（日语：レインボータウンエフエム放送））

### 廣播
- A&G Girls Project Trefle（日语：A&G Girls Project Trefle）（2013年－2015年，超！A&G+）
- （2014年－2017年，超！A&G+、Marine ENTERTAINMENT（日语：マリン・エンタテインメント）官方網站）
- （2014年－2016年，ListenRadio（日语：ListenRadio）→超！A&G+）
- （2015年－2017年，超！A&G+）
- 食戟之靈 〜種田高橋料理學園〜（2015年，音泉）[49]
- 聽我說！辣妹子醬（2016年，HiBiKi Radio Station（日语：HiBiKi Radio Station））
- （2016年－2017年，魔物獵人官方網站、音泉）
- （2016年，音泉）
- 小林家的異種間廣播（2016年－2017年，音泉）
- （2016年－2017年，安利美特頻道、Marine ENTERTAINMENT（日语：マリン・エンタテインメント）的Niconico官方頻道）
- （2017年－2018年，Music Bird（日语：ミュージックバード））
- （2017年，音泉）
- （2017年，音泉）
- [註 2]（2019年－，Niconico直播）
- （2020年4月[註 3]－，文化放送、超！A&G+）

### 影像商品
- スタプラ!（日语：スタプラ!） DJ-DVD 星華學院放送部 Lesson 1（2012年）
- THE IDOLM@STER MILLION LIVE! 2ndLIVE ENJOY H@RMONY!! Live Blu-ray Day2（2015年）[50]
- THE IDOLM@STER MILLION LIVE! 3rdLIVE TOUR BELIEVE MY DRE@M!! LIVE Blue-ray （2016年）[51][52]
- （Marine ENTERTAINMENT（日语：マリン・エンタテインメント），2017年4月5日）
- THE IDOLM@STER MILLION LIVE! 4thLIVE TH@NK YOU for SMILE! LIVE Blu-ray（2018年）
  - COMPLETE THE@TER[53]
  - 【DAY3】[54]
- Vol.1－2（2018年－2019年）[55][56]
- THE IDOLM@STER 765 MILLIONSTARS HOTCHPOTCH FESTIV@L!! LIVE Blu-ray（2019年）[57]
- 春佳、彩花的SS頻道（日语：春佳・彩花のSSちゃんねる） （2019年）[58]
- 諏訪彩花×高橋未奈美 二人的假日約會♪in東京德國村（2019年）[59]
- THE IDOLM@STER MILLION LIVE! 5thLIVE BRAND NEW PERFORM@NCE!!! LIVE Blu-ray（2019年）[60]
- THE IDOLM@STER MILLION THE@TER WAVE 01 Flyers!!!【BD映像特典】劇場時光感謝祭[61]
- THE IDOLM@STER MILLION LIVE! 6thLIVE TOUR UNI-ON@IR!!!! LIVE Blu-ray Angel STATION @SENDAI（2020年）[62]
- ENDLESS TOUR BD同梱影像（2020年）
- THE IDOLM@STER MILLION LIVE! 6thLIVE TOUR UNI-ON@IR!!!! SPECIAL LIVE Blu-ray（2020年）

### 旁白
- （NHK）

### 電視節目
- 2.5次元電視（日语：2.5次元てれび）（2013年，DigitalTimeWarp（日语：TimeWarp））記者候補生（2期）※不定期出演
- 2.5次元Out（日语：2.5次元てれび#関連番組）（2013年，DigitalTimeWarp）記者候補生（2期）※不定期出演
- Animemashite（日语：アニメマシテ）（2015年，東京電視台）主持
- （2018年－，Niconico動畫 Phonon（日语：Phonon (レーベル)）頻道）[63]

### 其他作品
- 音泉資訊 解說員（2015年9月、2017年3月）
- 信濃Grandserows（日语：信濃グランセローズ）（2016年，BC聯盟） BP-Fairies Project（中野ユイ）
- 聲劇（2017年）
- （2018年，吉廻千代）
- 創始魔法師 朗讀廣播（2018年）

## 音樂唱片

### 角色歌曲
| 發售日期 | 商品名稱 | 演唱 | 樂曲                                     | 備註                                             |
| 2013年   | 2013年 | 2013年 | 2013年                                   | 2013年                                           |
| -------- | --- | --- | ---------------------------------------- | ------------------------------------------------ |
| 4月24日  | THE IDOLM@STER LIVE THE@TER PERFORMANCE 01 Thank You! | 765 MILLIONSTARS | 《Thank You!》                           | 遊戲《偶像大師 百萬人演唱會！》主題曲            |
| 4月24日  | THE IDOLM@STER LIVE THE@TER PERFORMANCE 01 Thank You! | 765THEATER ALLSTARS | 《Thank You!》                           | 遊戲《偶像大師 百萬人演唱會！》主題曲            |
| 9月11日  | | [ 成员 3 ] | 《》                                     | 廣播節目《Star Plus One 星華學院放送部》主題曲   |
| 2014年   | | |                                          |                                                  |
| 4月30日  | THE IDOLM@STER LIVE THE@TER PERFORMANCE 13 | 馬場木實（高橋未奈美） | 《dear...》                              | 遊戲《偶像大師 百萬人演唱會！》相關樂曲          |
| 4月30日  | THE IDOLM@STER LIVE THE@TER PERFORMANCE 13 | 雙海亞美（下田麻美）、永吉昴（齊藤佑圭）、野野原茜（小笠原早紀）、馬場木實（高橋未奈美） | 《》                                     | 遊戲《偶像大師 百萬人演唱會！》相關樂曲          |
| 10月22日 | | Dreamcast（M·A·O）、（高橋未奈美）、Mega Drive（井澤詩織）、世嘉 MarkIII（田中真奈美）、世嘉Master System（高山佑子）、Visual Memory（上坂堇） | 《Blooming!!》                           | 《世嘉硬件女孩》印象曲                           |
| 11月     | THE IDOLM@STER LIVE THE@TER SELECTION CD | 馬場木實（高橋未奈美） | 《Legend Girls!!》                       | 遊戲《偶像大師 百萬人演唱會！》相關樂曲          |
| 11月     | THE IDOLM@STER LIVE THE@TER SELECTION CD | 望月杏奈（夏川椎菜）、七尾百合子（伊藤美來）、北澤志保（雨宫天）、馬場木實（高橋未奈美）、艾米莉·斯圖亞特（郁原由宇） | 《Thank You!》                           | 遊戲《偶像大師 百萬人演唱會！》相關樂曲          |
| 12月17日 | | Dreamcast（M·A·O）、（高橋未奈美）、Mega Drive（井澤詩織） | 《》                                     | 電視動畫《Hi☆sCoool！ 世嘉女孩》片頭曲           |
| 12月17日 | 《》 | Dreamcast（M·A·O）、（高橋未奈美）、Mega Drive（井澤詩織） | 電視動畫《Hi☆sCoool！ 世嘉女孩》相關樂曲 |                                                  |
| 12月17日 | （高橋未奈美） | 《NoNoNo No way!》 | 電視動畫《Hi☆sCoool！ 世嘉女孩》相關樂曲 |                                                  |
| 2015年   | | |                                          |                                                  |
| 1月28日  | THE IDOLM@STER LIVE THE@TER HARMONY 08 | [ 成员 4 ] | 《》 《Welcome!!》                       | 遊戲《偶像大師 百萬人演唱會！》相關樂曲          |
| 1月28日  | THE IDOLM@STER LIVE THE@TER HARMONY 08 | 馬場木實（高橋未奈美） | 《》                                     | 遊戲《偶像大師 百萬人演唱會！》相關樂曲          |
| 4月4日   | THE IDOLM@STER LIVE THE@TER SOLO COLLECTION Vol.01 | 馬場木實（高橋未奈美） | 《》                                     | 遊戲《偶像大師 百萬人演唱會！》相關樂曲          |
| 8月5日   | | 田所惠（高橋未奈美） | 《》 《》                                | 電視動畫《食戟之靈》相關樂曲                     |
| 9月30日  | THE IDOLM@STER LIVE THE@TER DREAMERS 01 Dreaming! | MILLION ALLSTARS | 《Welcome!!》                            | 遊戲《偶像大師 百萬人演唱會！》相關樂曲          |
| 12月2日  | THE IDOLM@STER LIVE THE@TER DREAMERS 03 | 如月千早（今井麻美）、周防桃子（渡部惠子）、德川茉莉（諏訪彩花）、二階堂千鶴（野村香菜子）、萩原雪步（淺倉杏美）、箱崎星梨花（麻倉桃）、馬場木實（高橋未奈美）、真壁瑞希（阿部里果）、宮尾美也（桐谷蝶蝶）、最上静香（田所梓） | 《Dreaming!》                            | 遊戲《偶像大師 百萬人演唱會！》相關樂曲          |
| 12月2日  | THE IDOLM@STER LIVE THE@TER DREAMERS 03 | 德川茉莉（諏訪彩花）、馬場木實（高橋未奈美） | 《Decided》                              | 遊戲《偶像大師 百萬人演唱會！》相關樂曲          |
| 2016年   | | |                                          |                                                  |
| 1月30日  | THE IDOLM@STER LIVE THE@TER SOLO COLLECTION Vol.03 Dance Edition | 馬場木實（高橋未奈美） | 《Decided》                              | 遊戲《偶像大師 百萬人演唱會！》相關樂曲          |
| 2月20日  | | [ 成员 5 ] | 《Stellar Dreams Shine》                 | 廣播劇《Trinity Tempo》相關樂曲                  |
| 3月23日  | YPMA☆GIRLS | 辣妹子（和氣杏未）、宅子（富田美憂）、大小姐（高橋未奈美） | 《YPMA☆GIRLS》                           | 電視動畫《百無禁忌！女高中生私房話》主題曲       |
| 3月23日  | YPMA☆GIRLS | 辣妹子（和氣杏未）、宅子（富田美憂）、大小姐（高橋未奈美） | 《GAL -Get All Lucky！-》                | 電視動畫《百無禁忌！女高中生私房話》相關樂曲     |
| 7月6日   | | Dreamcast（M·A·O）、（高橋未奈美） | 《》                                     | 《世嘉硬件女孩》相關樂曲                         |
| 7月27日  | Never Ending Fantasy 〜GRANBLUE FANTASY〜 | （水瀨祈）、（田中美海）、（小倉唯）、（高橋未奈美）、（內山夕實） | 《Never Ending Fantasy》                 | 遊戲《碧藍幻想》相關樂曲                         |
| 7月27日  | Never Ending Fantasy 〜GRANBLUE FANTASY〜 | （高橋未奈美） | 《Never Ending Fantasy》                 | 遊戲《碧藍幻想》相關樂曲                         |
| 11月9日  | FLIP FLAP FLIP FLAP | TO-MAS feat. 帕皮卡（M·A·O）、可可娜（高橋未奈美） | 《OVER THE RAINBOW》                     | 電視動畫《輕拍翻轉小魔女》相關樂曲               |
| 2017年   | | |                                          |                                                  |
| 2月8日   | | [ 成员 6 ] | 《》                                     | 電視動畫《小林家的龍女僕》片尾曲                 |
| 2月8日   | 《A DAY IN THE DRAGON'S LIFE》 | [ 成员 6 ] | 電視動畫《小林家的龍女僕》相關樂曲       |                                                  |
| 2月15日  | THE IDOLM@STER LIVE THE@TER FORWARD 03 Starlight Melody | [ 成员 7 ] | 《》                                     | 遊戲《偶像大師 百萬人演唱會！》相關樂曲          |
| 2月15日  | THE IDOLM@STER LIVE THE@TER FORWARD 03 Starlight Melody | Starlight Melody | 《Starry Melody》                        | 遊戲《偶像大師 百萬人演唱會！》相關樂曲          |
| 3月10日  | THE IDOLM@STER LIVE THE@TER SOLO COLLECTION 04 Starlight Theater | 馬場木實（高橋未奈美） | 《》                                     | 遊戲《偶像大師 百萬人演唱會！》相關樂曲          |
| 3月15日  | | 路科亞（高橋未奈美） | 《》                                     | 電視動畫《小林家的龍女僕》相關樂曲               |
| 3月15日  | Stage of Star | Stellamaris | 《Stage of Star》 《》                   | 《Re:Stage！》相關樂曲                           |
| 4月5日   | | 目白麥昆（大西沙織）、神鷹（高橋未奈美）、好歌劇（德井青空） | 《》 《》                                | 遊戲《賽馬娘 Pretty Derby》相關樂曲              |
| 4月5日   | 神鷹（高橋未奈美） | 《L's Surprise!》 |                                          | 遊戲《賽馬娘 Pretty Derby》相關樂曲              |
| 7月26日  | THE IDOLM@STER MILLION THE@TER GENERATION 01 Brand New Theater! | 765 MILLION ALLSTARS | 《Brand New Theater!》                   | 遊戲《偶像大师 百万人演唱会！ 剧场时光》主題曲   |
| 7月26日  | THE IDOLM@STER MILLION THE@TER GENERATION 01 Brand New Theater! | 765 MILLION ALLSTARS | 《Dreaming!》                            | 遊戲《偶像大師 百萬人演唱會！ 劇場時光》相關樂曲 |
| 7月26日  | | 山田妖精（高橋未奈美） | 《FREEDOM GIRL》                         | 電視動畫《》相關樂曲                             |
| 8月18日  | Secret Dream | Stellamaris | 《Secret Dream》 《Realize》             | 《Re:Stage！》相關樂曲                           |
| 8月23日  | [ 註 4 ] | [ 成员 12 ] | 《》                                     | 遊戲《忍者夢魘》主題曲                           |
| 8月23日  | [ 註 4 ] | [ 成员 12 ] | 《》                                     | 遊戲《忍者夢魘》相關樂曲                         |
| 8月23日  | [ 註 4 ] | （高橋未奈美） | 《》                                     | 遊戲《忍者夢魘》相關樂曲                         |
| 10月25日 | THE IDOLM@STER MILLION LIVE! M@STER SPARKLE 03 | 馬場木實（高橋未奈美） | 《To…》                                  | 遊戲《偶像大師 百萬人演唱會！ 劇場時光》相關樂曲 |
| 10月25日 | | 蒂奧涅·席呂特（高橋未奈美） | 《》                                     | 電視動畫《》相關樂曲                             |
| 12月27日 | | Angel Stars | 《Brand New Theater!》                   | 遊戲《偶像大師 百萬人演唱會！ 劇場時光》相關樂曲 |
| 2018年   | | |                                          |                                                  |
| 4月4日   | THE IDOLM@STER MILLION LIVE! M@STER SPARKLE 08 | 765 MILLION ALLSTARS | 《Brand New Theater!》                   | 遊戲《偶像大師 百萬人演唱會！ 劇場時光》相關樂曲 |
| 6月2日   | | 馬場木實（高橋未奈美） | 《》                                     | 遊戲《偶像大師 百萬人演唱會！》相關樂曲          |
| 6月6日   | | 山田結衣（高橋未奈美）、加瀨友香（佐倉綾音） | 《迎向未來》                             | OVA《牽牛花與加瀨同學。》主題曲                  |
| 6月6日   | | 山田結衣（高橋未奈美）、加瀨友香（佐倉綾音） | 《小小戀歌》                             | OVA《牽牛花與加瀨同學。》主題曲                  |
| 6月6日   | 山田結衣（高橋未奈美） | 《》 |                                          | OVA《牽牛花與加瀨同學。》主題曲                  |
| 6月20日  | Brilliant Wings | Stellamaris | 《Brilliant Wings》 《Time and Space》   | 《Re:Stage！》相關樂曲                           |
| 6月27日  | THE IDOLM@STER MILLION THE@TER GENERATION 09 4Luxury | 4Luxury | 《》 《RED ZONE》                        | 遊戲《偶像大師 百萬人演唱會！ 劇場時光》相關樂曲 |
| 7月25日  | | 特別週（和氣杏未）、無聲鈴鹿（高野麻里佳）、東海帝皇（Machico）、伏特加（大橋彩香）、大和赤驥（木村千咲）、黃金船（上田瞳）、目白麥昆（大西沙織）、神鷹（高橋未奈美）、草上飛（前田玲奈）、魯鐸象徵（田所梓）、氣槽（青木瑠璃子）、亞馬遜（巽悠衣子）、富士奇蹟（松井惠理子）、丸善斯基（Lynn）、好歌劇（德井青空）、琵琶晨光（近藤唯）、成田白仁（相坂優歌）、小栗帽（高柳知葉） | 《Special Record!》                      | 電視動畫《賽馬娘 Pretty Derby》插曲              |
| 7月25日  | 特別週（和氣杏未）、無聲鈴鹿（高野麻里佳）、東海帝皇（Machico）、伏特加（大橋彩香）、大和赤驥（木村千咲）、黃金船（上田瞳）、目白麥昆（大西沙織）、神鷹（高橋未奈美）、草上飛（前田玲奈）、星雲天空（鬼頭明里）、帝皇光輝（佐伯伊織）、春麗（首藤志奈）、魯鐸象徵（田所梓）、大樹快車（大坪由佳）、氣槽（青木瑠璃子）、亞馬遜（巽悠衣子）、富士奇蹟（松井惠理子）、丸善斯基（Lynn）、好歌劇（德井青空）、琵琶晨光（近藤唯）、成田白仁（相坂優歌）、小栗帽（高柳知葉）、超級小海灣（優木加奈）、玉藻十字（大空直美）、稻荷一（井上遥乃）、勝利獎劵（渡部優衣）、目白賴恩（土師亞文）、目白多伯（久保田光）、優秀素質（前田佳織里）、榮進閃耀（藤野彩水）、待兼福來（新田日和）、名將戶仁（和多田美咲） | 《》 | 電視動畫《賽馬娘 Pretty Derby》片尾曲    |                                                  |
| 8月29日  | THE IDOLM@STER MILLION THE@TER GENERATION 11 UNION!! | 765 MILLION ALLSTARS | 《UNION!!》 《Welcome!!》                | 遊戲《偶像大師 百萬人演唱會！ 劇場時光》相關樂曲 |
| 9月19日  | | 星之川遙（高橋未奈美）、緞緞（水瀨祈）、皮洛（伊瀨茉莉也）、茶子（岩井映美里） | 《》                                     | 電視動畫《》片頭曲                               |
| 9月29日  | | BLACK STARS | 《》                                     | OVA《怪獸娘（黑）～奧特怪獸擬人化計劃～》片頭曲  |
| 10月10日 | | 神鷹（高橋未奈美）、小栗帽（高柳知葉）、草上飛（前田玲奈）、好歌劇（德井青空）、星雲天空（鬼頭明里）、春麗（首藤志奈）、大樹快車（大坪由佳） | 《Special Record!》                      | 電視動畫《賽馬娘 Pretty Derby》相關樂曲          |
| 11月21日 | THE IDOLM@STER 765 MILLIONSTARS HOTCHPOTCH FESTIV@L!! LIVE CD | 馬場木實（高橋未奈美）、百瀨莉緒（山口立花子）、豐川風花（末柄里惠）、櫻守歌織（香里有佐） | 《[[READY!!\|]]》                        | 電視動畫《偶像大師》相關樂曲                     |
| 11月21日 | | 山田結衣（高橋未奈美）、加瀨友香（佐倉綾音） | 《以心電信》                             | OVA《牽牛花與加瀨同學。》相關樂曲                |
| 11月28日 | THE IDOLM@STER THE@TER BOOST 03 | 田中琴葉（種田梨沙）、周防桃子（渡部惠子）、馬場木實（高橋未奈美）、真壁瑞希（阿部里果）、白石紬（南早紀） | 《》 《DIAMOND DAYS》                    | 遊戲《偶像大師 百萬人演唱會！ 劇場時光》相關樂曲 |
| 12月5日  | | 吉千代（高橋未奈美） | 《》                                     | 《》相關樂曲                                     |
| 2019年   | | |                                          |                                                  |
| 1月16日  | | 山田妖精（高橋未奈美） | 《》                                     | OVA《》插曲                                      |
| 1月30日  | Q.E.D. | Stellamaris | 《InFiction》                            | 《Re:Stage！》相關樂曲                           |
| 1月30日  | Q.E.D. | 式宮碧音（高橋未奈美） | 《DESERT BLACK FLOWER》                  | 《Re:Stage！》相關樂曲                           |
| 3月13日  | Starry Melody（Brand New Ver.） | Starlight Melody | 《Starry Melody（Brand New Ver.）》      | 遊戲《偶像大師 百萬人演唱會！ 劇場時光》相關樂曲 |
| 3月13日  | | Blanc Bunny Bandit［吉千代（高橋未奈美）］ | 《》                                     | 《》相關樂曲                                     |
| 3月13日  | Blanc Bunny Bandit | 《》 |                                          | 《》相關樂曲                                     |
| 3月13日  | Blanc Bunny Bandit | 《》 |                                          | 《》相關樂曲                                     |
| 3月13日  | [ 成员 17 ] | 《》 |                                          | 《》相關樂曲                                     |
| 4月26日  | THE IDOLM@STER THE@TER SOLO COLLECTION 07 ANGEL STARS | 馬場木實（高橋未奈美） | 《Starry Melody》                        | 遊戲《偶像大師 百萬人演唱會！》相關樂曲          |
| 7月24日  | THE IDOLM@STER MILLION THE@TER WAVE 01 Flyers!!! | 765 MILLION ALLSTARS | 《Flyers!!!》                            | 遊戲《偶像大師 百萬人演唱會！ 劇場時光》相關樂曲 |
| 7月24日  | THE IDOLM@STER MILLION THE@TER WAVE 01 Flyers!!! | 豐川風花（末柄里惠）、馬場木實（高橋未奈美）、百瀨莉緒（山口立花子）、櫻守歌織（香里有佐）、二階堂千鶴（野村香菜子） | 《White Vows》                           | 遊戲《偶像大師 百萬人演唱會！ 劇場時光》相關樂曲 |
| 8月7日   | [ 64 ] | [ 成员 19 ] | 《》                                     | 電視動畫《街角魔族》片尾曲                       |
| 8月28日  | Happy New Genesis 〜GRANBLUE FANTASY〜 | （水瀨祈）、（田中美海）、（小倉唯）、（高橋未奈美）、（內山夕實） | 《Happy New Genesis》                    | 遊戲《碧藍幻想》相關樂曲                         |
| 8月28日  | Happy New Genesis 〜GRANBLUE FANTASY〜 | （田中美海）、（高橋未奈美） | 《Happy New Genesis》                    | 遊戲《碧藍幻想》相關樂曲                         |
| 10月2日  | | Stellamaris | 《Like the Sun, Like the Moon》          | 電視動畫《Re:Stage！Dream Days♪》插曲            |
| 10月2日  | | 式宮碧音（高橋未奈美） | 《Like the Sun, Like the Moon》          | 電視動畫《Re:Stage！Dream Days♪》相關樂曲        |
| 12月4日  | | 希雅·郝里亞（高橋未奈美） | 《FUTURE STEP》                          | 電視動畫《平凡職業造就世界最強》插曲             |
| 12月18日 | | Stellamaris | 《》 《Stage of Star -y0c1e Remix-》     | 電視動畫《Re:Stage！Dream Days♪》相關樂曲        |
| 12月25日 | THE IDOLM@STER MILLION THE@TER WAVE 04 Sherry 'n Cherry | Sherry 'n Cherry | 《Cherry Colored Love》 《》             | 遊戲《偶像大師 百萬人演唱會！ 劇場時光》相關樂曲 |
| 2020年   | | |                                          |                                                  |
| 3月18日  | | Blanc Bunny Bandit | 《》                                     | 《》相關樂曲                                     |
| 3月18日  | Blanc Bunny Bandit［吉千代（高橋未奈美）］ | 《》 |                                          | 《》相關樂曲                                     |
| 3月18日  | Blanc Bunny Bandit | 《》 |                                          | 《》相關樂曲                                     |
| 3月18日  | Blanc Bunny Bandit | 《》 |                                          | 《》相關樂曲                                     |
| 8月26日  | THE IDOLM@STER MILLION THE@TER WAVE 10 Glow Map | 765 MILLION ALLSTARS | 《Glow Map》                             | 遊戲《偶像大師 百萬人演唱會！ 劇場時光》相關樂曲 |

### 其他參加作品
| 發售日期      | 商品名稱        | 演唱       | 樂曲 | 備註               |
| ------------- | --------------- | ---------- | ---- | ------------------ |
| 2015年4月27日 | [ 註 5 ] [ 65 ] | 高橋未奈美 | 《》 | 廣播節目《》主題曲 |

### 组合成员
1. 1 2  天海春香（中村繪里子）、春日未來（山崎遙）、如月千早（今井麻美）、木下日向（田村奈央）、四條貴音（原由實）、茱莉亞（愛美）、高山紗代子（駒形友梨）、田中琴葉（種田梨沙）、天空橋朋花（小岩井小鳥）、箱崎星梨花（麻倉桃）、松田亞利沙（村川梨衣）、三浦梓（高橋智秋）、水瀨伊織（釘宮理惠）、最上靜香（田所梓）、望月杏奈（夏川椎菜）、矢吹可奈（木戶衣吹）、艾蜜莉·司徒亞特（郁原由宇）、大神環（稻川英里）、我那霸響（沼倉愛美）、菊地真（平田宏美）、北上麗花（平山笑美）、高坂海美（上田麗奈）、佐竹美奈子（大關英里）、島原艾琳娜（角元明日香）、高槻彌生（仁後真耶子）、永吉昴（齊藤佑圭）、野野原茜（小笠原早紀）、馬場木實（高橋未奈美）、福田法子（濱崎奈奈）、舞濱步（戶田惠）、真壁瑞希（阿部里果）、百瀨莉緒（山口立花子）、橫山奈緒（渡部優衣）、秋月律子（若林直美）、伊吹翼（Machico）、北澤志保（雨宫天）、篠宮可憐（近藤唯）、周防桃子（渡部惠子）、德川茉莉（諏訪彩花）、所惠美（藤井幸代）、豐川風花（末柄里惠）、中谷育（原嶋燈）、七尾百合子（伊藤美來）、二階堂千鶴（野村香菜子）、萩原雪步（淺倉杏美）、ROCO（中村溫姬）、雙海亞美／真美（下田麻美）、星井美希（長谷川明子）、宮尾美也（桐谷蝶蝶）
2. ↑  春日未來（山崎遙）、木下日向（田村奈央）、茱莉亞（愛美）、高山紗代子（駒形友梨）、田中琴葉（種田梨沙）、天空橋朋花（小岩井小鳥）、箱崎星梨花（麻倉桃）、松田亞利沙（村川梨衣）、最上靜香（田所梓）、望月杏奈（夏川椎菜）、矢吹可奈（木戶衣吹）、艾蜜莉·司徒亞特（郁原由宇）、大神環（稻川英里）、北上麗花（平山笑美）、高坂海美（上田麗奈）、佐竹美奈子（大關英里）、島原艾琳娜（角元明日香）、永吉昴（齊藤佑圭）、野野原茜（小笠原早紀）、馬場木實（高橋未奈美）、福田法子（濱崎奈奈）、舞濱步（戶田惠）、真壁瑞希（阿部里果）、百瀨莉緒（山口立花子）、橫山奈緒（渡部優衣）、伊吹翼（Machico）、北澤志保（雨宫天）、篠宮可憐（近藤唯）、周防桃子（渡部惠子）、德川茉莉（諏訪彩花）、所惠美（藤井幸代）、豐川風花（末柄里惠）、中谷育（原嶋燈）、七尾百合子（伊藤美來）、二階堂千鶴（野村香菜子）、ROCO（中村溫姬）、宮尾美也（桐谷蝶蝶）
3. ↑  卯月花音（高橋未奈美）、（大久保瑠美）、（荒浪和沙）
4. ↑  馬場木實（高橋未奈美）、木下日向（田村奈央）、佐竹美奈子（大關英里）、中谷育（原嶋燈）、雙海真美（下田麻美）
5. ↑  春日櫻映（千本木彩花）、（清都亞理沙）、芳野香蓮（高橋未奈美）
6. ↑  托爾（桑原由氣）、神奈（長繩麻理亞）、艾爾瑪（高田憂希）、路科亞（高橋未奈美）
7. ↑  周防桃子（渡部惠子）、豐川風花（末柄里惠）、馬場木實（高橋未奈美）
8. ↑  大神環（稻川英里）、春日未來（山崎遙）、北澤志保（雨宫天）、高坂海美（上田麗奈）、周防桃子（渡部惠子）、德川茉莉（諏訪彩花）、豐川風花（末柄里惠）、野野原茜（小笠原早紀）、箱崎星梨花（麻倉桃）、馬場木實（高橋未奈美）、松田亞利沙（村川梨衣）、宮尾美也（桐谷蝶蝶）
9. 1 2 3 4 5 6  式宮碧音（高橋未奈美）、一條瑠夏（諏訪彩花）、岬珊瑚（田中愛美）
10. ↑  天海春香（中村繪里子）、如月千早（今井麻美）、星井美希（長谷川明子）、萩原雪步（淺倉杏美）、高槻彌生（仁後真耶子）、菊地真（平田宏美）、水瀨伊織（釘宮理惠）、四條貴音（原由實）、秋月律子（若林直美）、三浦梓（高橋智秋）、雙海亞美／真美（下田麻美）、我那霸響（沼倉愛美）、春日未來（山崎遙）、最上靜香（田所梓）、伊吹翼（Machico）、島原艾琳娜（角元明日香）、佐竹美奈子（大關英里）、所惠美（藤井幸代）、德川茉莉（諏訪彩花）、箱崎星梨花（麻倉桃）、野野原茜（小笠原早紀）、望月杏奈（夏川椎菜）、ROCO（中村溫姬）、七尾百合子（伊藤美來）、高山紗代子（駒形友梨）、松田亞利沙（村川梨衣）、高坂海美（上田麗奈）、中谷育（原嶋燈）、天空橋朋花（小岩井小鳥）、艾蜜莉·司徒亞特（郁原由宇）、北澤志保（雨宫天）、舞濱步（戶田惠）、木下日向（田村奈央）、矢吹可奈（木戶衣吹）、橫山奈緒（渡部優衣）、二階堂千鶴（野村香菜子）、馬場木實（高橋未奈美）、大神環（稻川英里）、豐川風花（末柄里惠）、宮尾美也（桐谷蝶蝶）、福田法子（濱崎奈奈）、真壁瑞希（阿部里果）、篠宮可憐（近藤唯）、百瀨莉緒（山口立花子）、永吉昴（齊藤佑圭）、北上麗花（平山笑美）、周防桃子（渡部惠子）、茱莉亞（愛美）、白石紬（南早紀）、櫻守歌織（香里有佐）
11. 1 2 3 4 5  天海春香（中村繪里子）、如月千早（今井麻美）、星井美希（長谷川明子）、萩原雪步（淺倉杏美）、高槻彌生（仁後真耶子）、菊地真（平田宏美）、水瀨伊織（釘宮理惠）、四條貴音（原由實）、秋月律子（若林直美）、三浦梓（高橋智秋）、雙海亞美／真美（下田麻美）、我那霸響（沼倉愛美）、春日未來（山崎遙）、最上靜香（田所梓）、伊吹翼（Machico）、田中琴葉（種田梨沙）、島原艾琳娜（角元明日香）、佐竹美奈子（大關英里）、所惠美（藤井幸代）、德川茉莉（諏訪彩花）、箱崎星梨花（麻倉桃）、野野原茜（小笠原早紀）、望月杏奈（夏川椎菜）、ROCO（中村溫姬）、七尾百合子（伊藤美來）、高山紗代子（駒形友梨）、松田亞利沙（村川梨衣）、高坂海美（上田麗奈）、中谷育（原嶋燈）、天空橋朋花（小岩井小鳥）、艾蜜莉·司徒亞特（郁原由宇）、北澤志保（雨宫天）、舞濱步（戶田惠）、木下日向（田村奈央）、矢吹可奈（木戶衣吹）、橫山奈緒（渡部優衣）、二階堂千鶴（野村香菜子）、馬場木實（高橋未奈美）、大神環（稻川英里）、豐川風花（末柄里惠）、宮尾美也（桐谷蝶蝶）、福田法子（濱崎奈奈）、真壁瑞希（阿部里果）、篠宮可憐（近藤唯）、百瀨莉緒（山口立花子）、永吉昴（齊藤佑圭）、北上麗花（平山笑美）、周防桃子（渡部惠子）、茱莉亞（愛美）、白石紬（南早紀）、櫻守歌織（香里有佐）
12. ↑  （內田真禮）、（優木加奈）、（小松未可子）、（高橋未奈美）
13. ↑  星井美希（長谷川明子）、高槻彌生（仁後真耶子）、雙海亞美／真美（下田麻美）、三浦梓（高橋智秋）、伊吹翼（Machico）、大神環（稻川英里）、北上麗花（平山笑美）、木下日向（田村奈央）、櫻守歌織（香里有佐）、篠宮可憐（近藤唯）、島原艾琳娜（角元明日香）、豐川風花（末柄里惠）、野野原茜（小笠原早紀）、箱崎星梨花（麻倉桃）、馬場木實（高橋未奈美）、宮尾美也（桐谷蝶蝶）、望月杏奈（夏川椎菜）
14. ↑  櫻守歌織（香里有佐）、豐川風花（末柄里惠）、北上麗花（平山笑美）、馬場木實（高橋未奈美）
15. ↑  布萊克指令（新田日和）、貝加薩星人（八木侑紀）、希爾巴布爾美（高橋未奈美）、諾瓦（石原夏織）
16. ↑  大神環（稻川英里）、春日未來（山崎遙）、北澤志保（雨宫天）、高坂海美（上田麗奈）、周防桃子（渡部惠子）、德川茉莉（諏訪彩花）、豐川風花（末柄里惠）、野野原茜（小笠原早紀）、箱崎星梨花（麻倉桃）、馬場木實（高橋未奈美）、松田亞利沙（村川梨衣）、宮尾美也（桐谷蝶蝶）、田中琴葉（種田梨沙）
17. 1 2  栗花落夜風（楠木灯）、吉千代（高橋未奈美）
18. ↑  吉千代（高橋未奈美）、（田中貴子）
19. ↑  夏美子（小原好美）、桃（鬼頭明里）、莉莉絲（高橋未奈美）、蜜柑（高柳知葉）
20. ↑  馬場木實（高橋未奈美）、百瀨莉緒（山口立花子）
21. 1 2  栗花落夜風（楠木灯）、吉千代（高橋未奈美）、黑川亞理紗（安井咲希）、（田中貴子）
22. ↑  吉千代（高橋未奈美）、黑川亞理紗（安井咲希）

## 外部連結
- 俳協官方網站上的高橋未奈美介紹頁面 （页面存档备份，存于）
- 高橋未奈美的X（前Twitter）